# فلکسبورو
فلکسبورو (به انگلیسی: Flixborough) یک روستا و محله مدنی در بریتانیا است که در North Lincolnshire واقع شده‌است. فلکسبورو ۱٬۶۶۴ نفر جمعیت دارد.